# Neomuscina pictipennis
Neomuscina pictipennis är en tvåvingeart som först beskrevs av Jacques-Marie-Frangile Bigot 1878.  Neomuscina pictipennis ingår i släktet Neomuscina och familjen husflugor. Inga underarter finns listade i Catalogue of Life.